# Гэ Тинчжу, Павел
Павел Гэ Тинчжу  (кит.  葛廷柱 保祿, 1839 г., Сяотунь, провинция Хэбэй, Китай — 8.08.1900 г., там же) — святой Римско-Католической Церкви, мученик.

## Биография
Павел Гэ Тинчжу родился в 1839 году в селении Сяотунь, провинция Хэбэй. Павел Гэ Тинчжу был старостой католической общины в Сяотунь. В 1899—1900 гг. в Китае вспыхнуло ихэтуаньское восстание, во время которого повстанцами жестоко преследовались христиане. 8 августа 1900 года Павел Гэ Тинчжу работал на поле, когда группа повстанцев вошла в деревню. Когда повстанцы захватили Павла Гэ Тинчжу, они потребовали от него отречься от христианства. Павел Гэ Тинчжу отказался. Повстанцы привязали его к дереву и вырезали ножом его сердце.

## Прославление
Павел Гэ Тинчжу был беатифицирован 17 апреля 1955 года Римским Папой Пием XII и канонизирован 1 октября 2000 года Римским Папой Иоанном Павлом II вместе с группой 120 китайских мучеников.
День памяти в Католической Церкви — 9 июля.

## Источник
- George G. Christian OP, Augustine Zhao Rong and Companions, Martyrs of China, 2005, стр. 90  (англ.)